# جنبش خانه کوچک

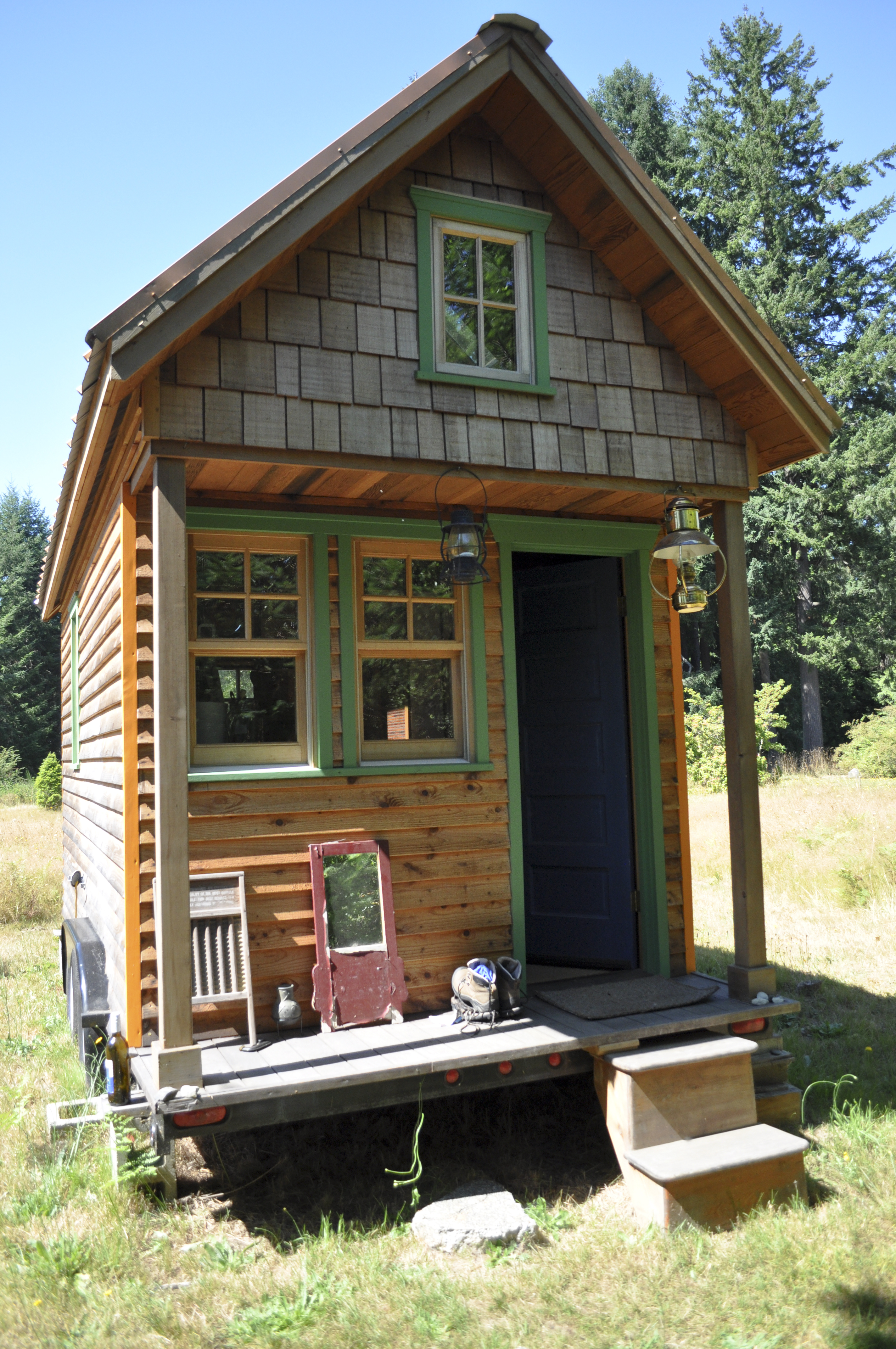
Tiny house, Portland

جنبش خانه کوچک  (به انگلیسی: Small house movement) یک تعریف عمومی از جنبش معمارانه و اجتماعی است که طرفدار ساده زیستی در خانه‌های کوچک می‌باشد.

## پیشینه
در حالیکه در کشورهای توسعه یافته اندازه خانواده به طور کلی کاهش یافته است، در برخی کشورها اندازه منازل خانوادگی با افزایش روبرو بوده است، بخصوص در ایالات متحده که میانگین اندازه خانه‌های تک خانوار از ۱٬۷۸۰ فوت مربع (165 m2) در ۱۹۷۸ به ۲٬۴۷۹ فوت مربع (230.3 m2) در ۲۰۰۷ رشد داشته است. از جمله دلایل آن افزایش ارزش و اعتبار کالا می‌باشد. Reasons for this include increased material wealth and prestige.
سارا سوسانکا(Sarah Susanka) با آغاز ضدجنبش برابر خانه‌های کوچکتر با انتشار خانه‌ای نه چندان بزرگ در ۱۹۹۷ شهرت یافته است.

## وضعیت
در امریکا به سال ۲۰۰۵، پس از طوفان کاترینا، مارین کوزاتو کلبه‌های کاترینا را به عنوان جایگزینی برای یدکی‌های FEMA توسعه داد که از ۳۰۸ فوت مربع (28.6 m2) شروع می‌شدند. هر چند اینها به عنوان راه حلی برای مناطق حادثه دیده ساخته شدند، کوزاتو بخاطر طراحیش بیشتر از سوی سازندگان پناهگاهها مورد توجه قرار گرفت، برای نمونه.
طی بحران اقتصادی ۲۰۰۷-۲۰۱۰ جنبش خانه کوچک بیشتر مورد توجه قرار گرفت چرا که خانه سازی را با روشی آسانتر در تهیه و نگهداری و سازگار با محیط زیست عرضه می‌نماید.هرچند در کل، این سهم بسیار جزئی را در تعاملات بنگاههای املاک دارد. چرا که تنها ۱٪ از خریداران مسکن صاحب خانه‌های ۱٬۰۰۰ فوت مربع یا کوچکتر می‌شوند. [۴] خانه‌های کوچک همچنین به عنوان دارایی مضاعف کاربرد دارند، - برای اقوام سالخورده یا بازدید قرزندان، مشاغل خانگی، یا خانه میهمان. قیمتهای معمول آنها حدود ۲۰ تا ۵۰ هزار دلار تا سال ۲۰۱۲ می‌باشد. Typical costs are about $20–50,000 as of 2012.
گرایش به خانه‌های بسیار کوچک در کشورهای دیگر رواج یافت: در ژاپن، که فضا ارزش مضاعفی دارد، تاکاهورا تزوکا خانه‌ای در آسمان را در توکیو ساخته است، خانه‌ای ۹۲۵ فوت مربعی (85.9 m2) برای چهار نفر؛ در بارسلونای اسپانیا، ایوا پرتز و ریکاردو فلورس خانه‌ای در چمدان ۳۰۰ فوت مربعی (28 m2) را ارائه کردند؛ در انگلیس، ابیتو آپارتمانهای دارای فضای مسکونی هوشمند را با ابعاد ۳۵۳ فوت مربع (32.8 m2) در منچستر ساخت؛ و ریز خانه فشرده (M-CH) کوچکترین خانه ساخته شده توسط معمار انگلیسی ریچارد هورتون و دانشگاه فنی مونیخ. M-CH یک مکعب ۷۶ فوت مربعی (7.1 m2) است که برای ۱ تا ۲ نفر طراحی شده است، و دارای فضاهای کاربردی برای خواب، کار و غذاخوری، آشپزی، و بهداشت می‌باشد.

## مباحث موافق و مخالف
خانه‌های بزرگتر از لحاظ ساخت، مالیات، گرمایش، نگهداری و تعمیرات هزینه بر ترند. خانه‌های کوچک علاوه بر هزینه کمتر، زندگی با تکلف و پیچیدگی کمتر و تخریبهای زیست محیطی کمتری را توسط ساکنان آنها رواج می‌دهند. اندازه معمولی یک خانه کوچک به ندرت از ۵۰۰ فوت مربع (46 m2) تجاوز می‌کند..
خانه‌های کوچک را می‌توان از طراحی ویژه آنها در اندازه، کاربری دو منظوره مبلمان و مبلمان چند کاره، و ترکیب پیشرفتهای فناورانه در تجهیزات و اسباب استفاده بهینه از فضا، شناخت. کاربرد بهینه فضای عمودی نیز یک ویژگی رایج خانه‌ها و آپارتمانهای کوچک می‌باشد.
از آنجا که خانه‌های کوچک ممکن است به عنوان خانه‌های دوم مورد توجه باشند، کاربرد روزافزون آنها می‌تواند به اشغال زمینهای بیشتر منتهی شود. افراد علاقه‌مند به ساخت یک خانه کوچک ممکن است با تعیین حداقل اندازه تعیین شده در قوانین ساخت و ساز بالاتر از اندازه خانه کوچک، «عامل تبعیض» بنگاهی به شمار آیند. همچنین ممکن است دشمنی همسایگان بخاطر ترس از افت قیمت املاکشان برانگیخته شود. هرچند این نگرانی بی اساس است چرا که ثابت شده است که آنها در واقع به سبب افزایش تراکم، ارزش املاک را افزایش می‌دهند.البته مخالفتهایی نیز با این مورد ناشی از مسائل مالیات افزوده وجود داشته است.

## پیوندهای بیرونی
- "Small House Society" - An organization established in 2002 with the mission of supporting the Small House Movement.
- "Tiny House Blog - Living Simply in Small Spaces" - A popular source for tiny house/small house information, established early 2007.
- "The Tiny Life - Tiny Houses Tiny Living" - A tiny house blog that focuses on simple living and tiny houses
- "Tiny House Design" - Designing tiny houses: tiny house plans, etc.
- "Tiny House Talk" - Small spaces more freedom
- "Tiny House Conference" - Biggest Tiny house gathering, tiny house workshops
- FAQ for a tiny house in Boise, Idaho
- "We the Tiny House People" - A documentary on YouTube
- Buyers Flock To Ridiculously Small Homes During Downturn - A slideshow at هافینگتن پست
- Less is more: Simple living in small spaces - A video from بی‌بی‌سی نیوز